# Ivan Karpenko-Karîi
Ivan Karpovici Karpenko-Karîi (în rusă Іван Карпенко-Карий, născut: Ivan Karpovici Tobilevici, în ucraineană Іван Карпович Тобілевич; n. 17/29 septembrie 1845, Arsenivka, Bobrinetsky Uyezd⁠(d), gubernia Herson, Imperiul Rus – d. 2/15 septembrie 1907, Berlin, Imperiul German) a fost un actor, dramaturg și critic literar ucrainean.
Inovator al teatrului modern ucrainean, a scris drame și comedii satririce evocând cu realism și deosebită profunzime psihologică lumea rurală supusă sărăcirii progresive.

## Scrieri
- 1885: Bietul muncitor (Бурлака)
- 1886: Martîn Borulia (Мартин Боруля)
- 1889: O sută de mii (Сто тисяч)
- 1900: Stăpânul (Хазяїн).